# Ossigeno (romanzo)
Ossigeno (Oxygen) è il terzo romanzo di Andrew Miller pubblicato 2001. Pur avendo ricevuto recensioni contrastanti, il romanzo è stato selezionato tra i finalisti del Booker Prize e del Whitbread Award nel 2001.
Ambientato nella San Fernando Valley e in Ungheria nel 1997, la storia ruota attorno ad Alice, una malata di cancro in stadio avanzato, e i suoi due figli, nettamente diversi, uno un traduttore, l'altro una star delle soap opera; e un drammaturgo ungherese, László Lázár. Il romanzo segue i problemi della famiglia e come i figli vengono a patti col fatto che la madre probabilmente non riuscirà a festeggiare un altro compleanno.

## Edizioni
- Andrew Miller, Ossigeno, Bompiani, 2002,  p. 293, ISBN 88-452-5321-X.